# Гант (Алабама)
Гант (енгл. Gantt) град је у америчкој савезној држави Алабама. По попису становништва из 2010. у њему је живело 222 становника.

## Демографија
Према попису становништва из 2010. у граду је живело 222 становника, што је 19 (7,9%) становника мање него 2000. године.
| Група             | 2000.       | 2010.       |
| Белци             | 183 (75,9%) | 171 (77,0%) |
| Афроамериканци    | 53 (22,0%)  | 51 (23,0%)  |
| Азијати           | 0 (0,0%)    | 0 (0,0%)    |
| Хиспаноамериканци | 2 (0,8%)    | 0 (0,0%)    |
| Укупно            | 241         | 222         |